# J-T010
J-T010（ジェイ ティー ゼロイチゼロ）は、東芝が製造し、J-フォン（現在のソフトバンクモバイル）が販売していたPDC通信方式の携帯電話端末である。

## 特徴
携帯電話で初めて国語辞書、英和辞書、和英辞書を搭載している。なお、辞書機能は付属のSDカードに付属している。ショートカットメニューやくーまん機能も搭載している。